# Jeremy Strong
Jeremy Strong (Jamaica Plain, 1978. december 25. –) Golden Globe-, Primetime Emmy- és Tony-díjas amerikai színész.
Legismertebb szerepe Kendall Roy az HBO Utódlás című televíziós sorozatából, amellyel 2020-ban Primetime Emmy-díjat, 2022-ben pedig Golden Globe-díjat nyert. Felkerült a Time "a világ száz legbefolyásosabb embere" listájára is.

## Fiatalkora
Bostonban született, karácsony napján. A város Jamaica Plain nevű negyedében járt iskolába. Mivel a családja nem engedhette meg magának, hogy külföldön nyaraljanak, így Strong és testvérei a kertben játszottak egy kenuval.
10 éves korában a család a massachusettsi Sudbury-be költözött. Itt kezdte érdekelni a színészet is, ugyanis egy gyerekszínházhoz csatlakozott és musicalekben lépett fel.
Ide járt Chris Evans nővére is. Strongot már akkor lenyűgözte Evans színészi játéka. Evans később együtt szerepelt Stronggal a Szentivánéji álomban.
Kedvenc színészei Daniel Day-Lewis, Al Pacino és Dustin Hoffman. Elhelyezte filmjeik posztereit a hálószobája falán, követte a karrierjükről szóló híreket és az összes velük készült interjút elolvasta.
Középiskola után különféle egyetemekre jelentkezett, majd a Yale-re nyert felvételt. Úgy tervezte, hogy a drámáról fog tanulni. Az első napján annyira unalmasnak tartotta professzora előadásait Konsztantyin Szergejevics Sztanyiszlavszkijról, hogy egyből szakot változtatott és angol szakon folytatta.

## Magánélete
2016-ban vette feleségül Emma Wall dán pszichológust. Négy évvel korábban ismerték meg egymást New Yorkban, a Sandy hurrikán idején. Három lányuk született: az első 2018 áprilisában, a második 2019 novemberében, a harmadik pedig 2021 szeptemberében. New Yorkban élnek, de Koppenhágában is van egy házuk. Van továbbá egy nyaralójuk a dániai Tisvildében.

## Filmográfia

### Film
| Év   | Magyar cím                            | Eredeti cím                | Szerep              | Magyar hang       |
| ---- | ------------------------------------- | -------------------------- | ------------------- | ----------------- |
| 2008 | Humboldt megye                        | Humboldt County            | Peter               |                   |
| 2008 | Az esemény                            | The Happening              | Auster közlegény    | Fesztbaum Béla    |
| 2009 | A harcmező hírnökei                   | The Messenger              | visszatérő katona   |                   |
| 2009 | Atyai játék                           | Kill Daddy Good Night      | Bruce               |                   |
| 2009 |                                       | Contact High               | Carlos              |                   |
| 2010 | Romantikus lelkek                     | The Romantics              | Pete                | Viczián Ottó      |
| 2012 | Lincoln                               | Lincoln                    | John George Nicolay | Kálid Artúr       |
| 2012 | A robot és Frank                      | Robot & Frank              | Jake                | Szabó Máté        |
| 2012 | Hova tovább                           | See Girl Run               | Brandon             |                   |
| 2012 | Zero Dark Thirty – A Bin Láden hajsza | Zero Dark Thirty           | Thomas              |                   |
| 2013 | Félelmetes nap                        | Parkland                   | Lee Harvey Oswald   |                   |
| 2014 | A bíró                                | The Judge                  | Dale Palmer         | Markovics Tamás   |
| 2014 | Elfelejtett idő                       | Time Out of Mind           | Jack                | Papp Dániel       |
| 2014 | Selma                                 | Selma                      | James Reeb          |                   |
| 2015 | Fekete mise                           | Black Mass                 | Josh Bond           |                   |
| 2015 | A nagy dobás                          | The Big Short              | Vinny Daniel        | Fesztbaum Béla    |
| 2017 | Detroit                               | Detroit                    | Attorney Lang       |                   |
| 2017 | Elit játszma                          | Molly's Game               | Dean Keith          | Karácsonyi Zoltán |
| 2019 | Vihar előtt                           | Serenity                   | Reid Miller         | Fesztbaum Béla    |
| 2019 | Úriemberek                            | The Gentlemen              | Matthew Berger      | Takátsy Péter     |
| 2020 | A chicagói 7-ek tárgyalása            | The Trial of the Chicago 7 | Jerry Rubin         |                   |
| 2022 |                                       | Armageddon Time            | Irving              |                   |
| 2024 | The Apprentice – A Trump-sztori       | The Apprentice             | Roy Cohn            | Rajkai Zoltán     |

Rövidfilmek
- Yes (2010) – férfi
- Love Is Like Life But Longer (2011) – vak férfi
- Please, Alfonso (2012) – Alfonso

### Televízió
| Év        | Magyar cím          | Eredeti cím    | Szerep      | Megjegyzések                                  |
| --------- | ------------------- | -------------- | ----------- | --------------------------------------------- |
| 2011–2013 | A férjem védelmében | The Good Wife  | Matt Becker | 5 epizód                                      |
| 2013      |                     | Mob City       | Mike Hendry | 4 epizód                                      |
| 2016      |                     | Masters of Sex | Art Dreesen | 9 epizód                                      |
| 2018–2023 | Utódlás             | Succession     | Kendall Roy | - főszereplő - magyar hangja: - Rajkai Zoltán |

## Fordítás
- Ez a szócikk részben vagy egészben  a   Jeremy Strong (actor) című angol Wikipédia-szócikk fordításán alapul.  Az eredeti cikk szerkesztőit annak laptörténete sorolja fel. Ez a jelzés csupán a megfogalmazás eredetét és a szerzői jogokat jelzi, nem szolgál a cikkben szereplő információk forrásmegjelöléseként.